# Konsole
Konsole je svobodný emulátor terminálu z prostředí KDE, kterou původně vyvinul Lars Doelle.
Aplikace z prostředí KDE (jako je Konqueror, Krusader, Kate a KDevelop) využívají Konsoli jako vestavěný terminál.

## Rysy
- záložky
- rozdělený pohled
- záložkování složek a SSH relací
- barevná schémata
- přizpůsobitelné klávesové zkratky
- upozorňování na ticho nebo aktivitu v terminálu
- inkrementální hledání
- otevření Dolphinu nebo jiného souborového manažeru v aktuálním pracovním adresáři[1]
- export výstupu jako prostého textu nebo v HTML formátu